# Harpetida
Harpetida ist eine monophyletische Ordnung der Trilobiten in der Unterklasse Libristoma. Die Ordnung besteht aus den drei Familien Harpetidae, Harpididae und Entomaspididae. Die Harpetida erscheinen im späten Kambrium und starben zu Beginn des oberen Kellwasser-Events im Devon aus. Typisch für Trilobiten der Ordnung Harpetida sind eine Siebhaube (engl. genal roll) sowie eine breite, zumeist hufeisenförmige Krempe (engl. brim), die einen flachen oder gewölbten, meist sehr breiten Rand des Cephalons bilden.

## Benennung der Ordnung Harpetida
Die Ordnung Harpetida wurde nach der Gattung Harpes benannt. Zunächst trug diese taxonomische Gruppe den Namen Harpina (Whittington 1959), im Rang einer Unterordnung. Der Name beruhte auf der Familie der Harpidae. Der Name Harpidae (Hawle and Corda, 1847) erwies sich aber als Homonym zur Familie Harpidae Bronn, 1849 (den Harfenschnecken), sie wurde deshalb per Beschluss der ICZN in Harpetidae umbenannt. Dadurch änderte sich auch der abgeleitete Name. Die im Jahre 1839 von August Goldfuß beschriebene Art Harpes macrocephalus aus dem Gebiet um Gerolstein und Gees in der Eifel stellt den Typus für die Ordnung Harpetida dar.

## Beschreibung
Trilobiten der Ordnung Harpetida lebten in flachen Meeren. Im späten Devon waren sie in epikontinentalen Meeren entlang des westlichsten Abschnitts der Nordküste Gondwanas um die Proto-Tethys verbreitet. Fossile Harpetida sind heute in Europa (Frankreich, Deutschland), Nordafrika (Marokko), Kasachstan und Westaustralien zu finden.
Der Körperbau der Harpetida zeichnet sich durch ein meist hufeisenförmiges Cephalon, meist lange und breite Wangenfortsätze, kaum sichtbare Gesichtsnähte, 12 oder mehr Thoraxsegmente, ein kleines fast dreieckiges Pygidium sowie eine fehlende Rostralplatte aus. Das auffälligste Merkmal der Harpetida ist der Saum (engl. fringe) des Cephalons, der sich aus der gewölbten Siebhaube (engl. genal roll) sowie der äußeren Krempe (engl. brim) zusammensetzt und als Wangenfortsätze über das Cephalon hinaus reicht. Die flache, konvexe oder konkave Krempe besteht aus zwei Lamellen und weist wie der gesamte Saum unzählige kleine Gruben (engl. pits) auf.
Bezüglich der Funktion der perforierten Siebhaube wurden verschiedene Hypothesen diskutiert. Demnach könnte die Siebhaube als Werkzeug bei der Nahrungssuche im Sediment dienen, direkt zur Filterung von Nahrungspartikeln genutzt werden oder der Stabilisierung der Körperlage im Wasser oder Verstärkung des Exoskeletts dienen. McNamara et al. (2009) verwarfen die Hypothese des als Sieb genutzten Saumes, da die Grübchen durch das feine Sediment schnell verstopfen würden. Weitere mögliche Funktionen des Saumes könnten die Verwendung als Sinnesorgan oder als sekundäres Atmungsorgan sein. Für einige Taxa der Harpetida (einige Arten der Gattung Globoharpes) wurde Geschlechtsdimorphismus nachgewiesen.
Während Hawle & Corda Trilobiten und auch die damalige Familie Harpides, die heute die Ordnung Harpetida bildet, im Jahre 1847 noch als „meist Parasiten und Strandbewohner“ bezeichneten, sieht Fortney (2014) Harpetida als Filtrierer mit spezieller Filterkammer an. Charakteristisch für Arten mit dieser Ernährungsform sind ein besonders konvexes Cephalon, lange Wangenstacheln, die den Trilobiten in einer ventralen Lage auf dem Sediment stabilisieren, ein nach oben gebogenes Hypostom sowie ein breiter, perforierter Saum des Cephalons. Weiterhin weisen Trilobiten, die sich von Sediment bzw. kleinen Partikeln ernähren, zumeist geringe Körpergrößen von nur wenigen Zentimetern auf.
Harpetida entstanden im späten Kambrium, überlebten als eine von drei Ordnungen der Trilobiten die Frasnium–Famennium-Grenze und starben zu Beginn des oberen Kellwasser-Events aus. Auffällig ist jedoch, dass die Arten der Gattung Eskoharpes vor dem unteren Kellwasser-Event, das die Harpetida als Ordnung überlebten, kleinere Krempen aufweisen als nach diesem Ereignis. Falls die Krempe tatsächlich als sekundäres Atmungsorgan diente, hätte eine Vergrößerung der Oberfläche ein Überleben in sauerstoffarmer Umgebung, damit auch das Überleben des unteren Kellwasser-Events, ermöglicht.

## Morphologische Merkmale
Folgende morphologische Merkmale sind typisch für Trilobiten der Ordnung Harpetida:
- halbrundes bis hufeisenförmiges Cephalon
- ein breiter Saum vergrößert das Cephalon und besteht aus einer flachen oder konvexen Siebhaube (engl. genal roll) und der flachen, konvexen oder konkaven Krempe (engl. brim)
- die Krempe geht in Wangenfortsätze über und verlängert dadurch das Cephalon
- ausgeprägte Augenleisten
- kaum sichtbare Gesichtsnähte
- das Fehlen einer Rostralplatte
- Thorax mit 12 oder mehr Segmenten
- kurzes, an ein Dreieck erinnerndes Pygidium

## Systematik
Harpetida ist eine monophyletische Ordnung der Trilobiten, die die drei Familien Harpetidae, Harpididae und Entomaspididae enthält. Die Ordnung ist Teil der Unterklasse Libristoma innerhalb der Klasse Trilobita.

## Untertaxa
Die Ordnung Harpetida enthält laut Global Biodiversity Information Facility (GBIF) die Familie Entomaspididae mit einer Gattung und einer Art, die Familie Harpetidae mit 121 Arten in 13 Gattungen sowie die Familie Harpididae mit 4 Arten in 3 Gattungen. Weiterhin erkennt Johnson (2024) zwei weitere Gattungen der Harpetidae (Fritchaspis, Helioharpes) mit jeweils einer Art an und definiert drei Gattungen (Maghroharpes, Pinnuloharpes, Stoloharpes) mit insgesamt 21 Arten. Zudem beschreibt er insgesamt 14 neue Arten aus den Gattungen Eskoharpes, Harpes, Kielania und Lioharpes. Inklusive der fünf durch Johnson anerkannten bzw. definierten Gattungen sowie den neu beschriebenen Arten enthält die Familie Harpetidae insgesamt 158 Arten in 19 Gattungen:

### Familie Entomaspididae
Quelle:
- Baikadamaspis (1 Art)

### Familie Harpetidae
Quellen:
- Bohemoharpes (10 Arten)
- Brachyhipposiderus (3 Arten)
- Declivoharpes
- Dolichoharpes (6 Arten)
- Dubhglasina (7 Arten)
- Entomaspis (1 Art)
- Eoharpes (7 Arten)
- Eskoharpes (Syn.: Globoharpes) (5 Arten)
- Fritchaspis (1 Art)
- Harpes (29 Arten)
- Helioharpes (1 Art)
- Hibbertia (17 Arten)
- Kielania (2 Arten)
- Lioharpes (14 Arten)
- Maghroharpes (9 Arten)
- Palaeoharpes (1 Art)
- Pinnuloharpes (8 Arten)
- Scotoharpes (33 Arten)
- Stoloharpes (4 Arten)

### Familie Harpididae
Quellen:
- Chencunia (1 Art)
- Harpides (2 Arten)
- Loganopeltoides (1 Art)

## Forschungsgeschichte
Im Jahr 1839 wurde durch Goldfuss die Gattung Harpes geschaffen, die die wichtigste Gattung innerhalb der heutigen Harpetida darstellt. Hawle & Corda ordneten 1847 alle ihnen bekannten Trilobiten in zwei „Reihen“ ein; Telejurides und Odonturides. Die Reihe Odonturides enthält 8 Familien, darunter auch die von Hawle & Corda 1847 definierte Familie Harpides. Bis Ebach & McNamara im Jahr 2002 die Harpetida zur Ordnung erhoben, war dieses Taxon Teil der Ordnung Ptychopariida. Zudem beschrieben Ebach & McNamara (2002) die drei Familien der Harpetida: die Harpetidae, Harpididae und Entomaspididae. Später fügte McNamara (2009) der Familie Harpetidae und damit der Ordnung Harpetida zwei neue Gattungen hinzu: Eskoharpes und Globoharpes. In seiner Arbeit reduziert Johnson (2024) die Gattung Globoharpes zu einem Synonym von Eskoharpes und erkennt drei Gattungen (Declivoharpes, Fritchaspis, Helioharpes), die zuvor einen unsicheren taxonomischen Status hatten, an. Weiterhin definiert Johnson drei neue Gattungen der Harpetidae: Maghroharpes, Pinnuloharpes und Stoloharpes.